# مرشح صوتي

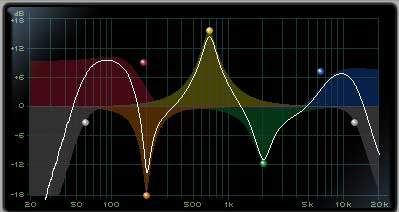
معادلة وسائطية في مجال رقمي

المرشح الصوتي (بالإنجليزية: audio filter)‏ هو دارة مضخم تعتمد على التردد وتعمل في مدى التردد الصوتي من 0 هرتز إلى ما وراء 20 كيلوهرتز. يمكن للمرشحات الصوتية أن تضخم أو تمرر أو توهن بعض مجالات التردد. توجد أنواع عديدة من المرشحات لأغراض صوتية مختلفة، ومن بينها أنظمة hi-fi ستريوفونية، آلات سنثسيزر موسيقية، المؤثرات الصوتية، أجهزة تقوية الصوت، مضخمات الآلات الموسيقية وأنظمة الواقع الافتراضي.

## أنواع
مرشح ترددات منخفضة
تمرر مرشحات الترددات المنخفضة الترددات الموجودة تحت تردد القص، وتوهن بالتدريج الترددات الموجودة فوق تردد القص. تستخدم مرشحات الترددات المنخفضة في مرشحات التقاطع لإزالة مكونات عالية التردد من الإشارة المرسلة لنظام مكبر صوت «سابووفر» للترددات المنخفضة.
مرشح ترددات عالية
يقوم مرشح الترددات العالية بالعكس، بحيث يمرر الترددات العالية الموجودة فوق تردد القص، وتوهن بالتدريج الترددات الموجودة تحت تردد القص. يمكن أن يستعمل مرشح الترددات العالية في مرشحات التقاطع لإزالة مكونات منخفضة التردد من الإشارة المرسلة لمكبر «توييتر».
مرشح تمرير النطاق
يمرر مرشح تمرير النطاق الترددات بين ترددي القص عنده، ويوهن الترددات خارج هذا النطاق. يوهن مرشح رفض النطاق الترددات بين ترددي القص عنده، ويمرر الترددات خارج نطاق 'الرفض'.
مرشح تمرير كلي
يمرر مرشح التمرير الكلي كل الترددات لكنه يؤثر على طور موجة أي مكون جيبي وفقا لتردده.